# 범서읍
범서읍(凡西邑)은 울산광역시 울주군의 북동부에 위치한 읍이다. 2017년 말 주민등록 기준으로 울주군 인구의 약 3분의 1이 거주한다.

## 역사
삼한 시대에 현재의 중구 다운동을 중심으로 굴아화촌(屈阿火村)이라는 촌락이 형성되었다. 신라 파사 이사금 대에 이 지역을 정복하여 현재의 굴화리 지역을 치소로 굴아화현(屈阿火縣)을 설치하였다. 757년에 굴아화현을 하곡현(河曲縣)으로 개칭하고 임관군(臨關郡)의 영현이 되었다. 하곡현은 940년에 우풍현, 동진현과 통합하여 흥례부(興禮府)가 되고, 치소를 현재의 중구 지역에 두면서 이 지역은 중심지로서의 기능을 상실하였다. 흥례부는 공화현으로 격하되었다가 1018년에 울주로 승격하였는데, 이 지역은 범서부곡이 되었다. 조선 시대에 부곡 제도가 폐지되고 범서면이 되었다.
- 1018년 범서(凡西)가 되었음.
- 1914년 4월 1일 상부면 길촌동 일부와 경주군 외동면 반동 일부를 편입하고 12개리로 개편하였다. 이때 운곡동에 속해있던 난곡, 말정 2개마을이 부내면 태화리(지금의 중구 태화동)에 편입되었다.

| 개편 전                                                                            | 개편 후        |
| ---------------------------------------------------------------------------------- | -------------- |
| 사량동(砂良洞), 신안동(新安洞), 내사동(內砂洞), 신리동(新里洞), 상부면 길촌동 일부 | 서사리(西砂里) |
| 관문동(官文洞), 성저동(城楮洞), 연동(燕洞), 척과동 일부                            | 두산리(斗山里) |
| 척과동(尺果洞), 용연동(龍淵洞), 사량동 일부, 경주군 외동면 반동(盤洞)              | 척과리(尺果里) |
| 구영동(九永洞), 점리동(店里洞)                                                     | 구영리(九英里) |
| 중리동(中里洞), 내사동 일부                                                        | 중리(中里)     |
| 망성동(望星洞), 욱곡동(旭谷洞)                                                     | 망성리(望星里) |
| 사일동(泗日洞), 곡연동(曲淵洞)                                                     | 사연리(泗淵里) |
| 입암동(立岩洞), 평천동 일부, 곡연동 일부                                           | 입암리(立岩里) |
| 천상동(川上洞), 평천동(平川洞), 대동(大同洞)                                       | 천상리(川上里) |
| 굴화동(屈火洞), 장검동(長劍洞), 백천동(柏川洞), 괴정동(槐亭洞)                     | 굴화리(屈火里) |
| 다전동(茶田洞), 운곡동(雲谷洞), 신안동 일부                                        | 다운리(茶雲里) |
| 무거동(無去洞), 삼호동(三湖洞), 신복동(新卜洞)                                     | 무거리(無去里) |
- 1952년 4월 25일 지방 선거가 시행되고 초대 범서면의원 13명이 선출되었다.
- 1961년 9월 1일 범서면의회가 해산되었다.
- 1962년 6월 1일 다운리, 무거리를 신설 울산시에 편입하고 울주군 범서면이 되었다.
- 1991년 1월 1일 울주군이 울산군으로 개칭하면서 울산군 범서면이 되었다.
- 1995년 1월 1일 울산시·울산군 통합으로 울산시 울주구 범서면이 되었다.
- 1997년 7월 15일 울산시가 울산광역시로 승격하면서 울산광역시 울주군 범서면이 되었다.
- 2001년 3월 1일 범서면이 범서읍으로 승격하였다.
- 2002년 8월 30일 : 남구 무거동의 굴화2택지개발사업지구 내 아파트 지역[1]을 굴화리로 편입하고 굴화리의 공공시설용지 지역[2]이 남구 무거동으로 편입됨.[3]

## 행정 구역
2016년 8월을 기준으로 범서읍은 10개 법정리, 67개 행정리, 66개 통, 605개 반으로 구성되어 있다. 인구는 20,385세대, 65,030명으로 울산광역시의 읍·면·동 중 가장 많은 인구가 거주하고 있는데 천상, 굴화, 구영 3개리에 범서읍 인구의 약 96%가 거주한다. 읍소재지는 천상리이며 구영리에 민원출장소가 설치되어 있다.

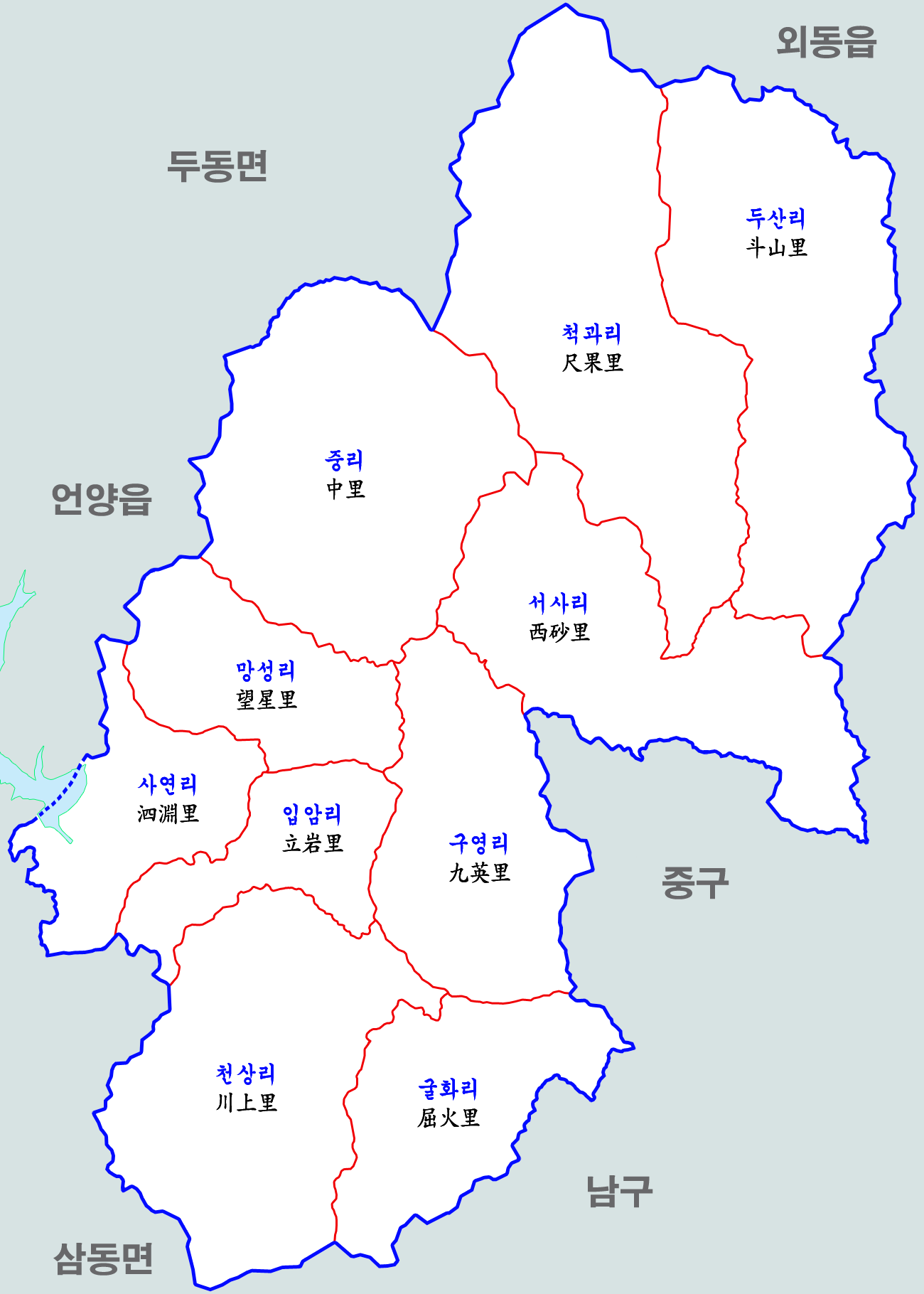
범서읍의 행정구역

| 법정리 | 한자   | 세대   | 인구   |
| ------ | ------ | ------ | ------ |
| 사연리 | 泗淵里 | 131    | 253    |
| 천상리 | 川上里 | 7,017  | 22,026 |
| 입암리 | 立岩里 | 176    | 374    |
| 굴화리 | 屈火里 | 4,599  | 15,210 |
| 서사리 | 西砂里 | 209    | 418    |
| 두산리 | 斗山里 | 310    | 661    |
| 구영리 | 九英里 | 10,797 | 32,775 |
| 중리   | 中里   | 130    | 254    |
| 망성리 | 望星里 | 148    | 325    |
| 척과리 | 尺果里 | 390    | 949    |
| 범서읍 | 凡西邑 | 23,907 | 73,245 |

## 주요 시설
- 울산 울주경찰서
- 울주경찰서 범서치안센터
- 범서119치안센터
- 범서우체국
- 경남은행 구영지점
- 하나은행 구영지점
- 우리은행
- 국민은행
- 서울주새마을금고
- 범서농협
- 농협중앙회
- 범서지지온천워터피아

## 교육 기관
| - 구영유치원 - 범서초등학교 병설유치원 | - 구영초등학교 - 무거초등학교 - 범서초등학교 - 울주명지초등학교 - 척과초등학교 - 천상초등학교 - 호연초등학교 | - 구영중학교 - 범서중학교 - 천상중학교 | - 범서고등학교 - 울산상업고등학교 - 천상고등학교 |

## 교통

### 도로
울산고속도로와 동해고속도로가 범서읍에서 교차하며 울산 분기점이 있고, 굴화리에 울산고속도로 장검 나들목, 천상리에 범서 나들목이 있고, 두산리에 동해고속도로 척과구룡 나들목이 있다. 국도는 국도 제24호선(울밀로)이 읍의 중심부를 동서로 관통하며 동북부에 국도 제14호선이 지난다. 그 외에 두동면과 연결되는 울주군도 제31호선 등이 있다.

## 범서면의회
범서면의회는 1952년부터 1961년까지 존속한 대한민국의 지방의회이다.
- 1952년 4월 25일 초대 면의원 선거 실시, 범서면의원 13명(대한독립촉성국민회8+대한청년단4+무소속1)이 선출되었다.
- 1956년 8월 8일 2대 면의원 선거 실시, 범서면의원 11명(자유당11)이 선출되었다.
- 1960년 12월 12일 3대 면의원 선거 실시, 범서면의원 11명이 선출되었다.
- 1961년 9월 1일 군사 정권에 의해 강제해산되었다.

## 아파트
| 단지명                        | 건설사         | 시행사         | 주소                      | 주소   | 입주        | 비고                                |
| ----------------------------- | -------------- | -------------- | ------------------------- | ------ | ----------- | ----------------------------------- |
| 굴화강변그린빌 주공 3단지     | 계룡건설산업   | 대한주택공사   | 범서읍 울밀로 2879-7      | 굴화리 | 2002년 12월 | 굴화주공 1·2단지는 남구 무거동 소재 |
| 굴화강변그린빌 주공 4단지     | 대진종합건설㈜ | 대한주택공사   | 범서읍 울밀로 2879-8      | 굴화리 | 2002년 12월 | 굴화주공 1·2단지는 남구 무거동 소재 |
| 구영주공 1단지                | ㈜서한         | 대한주택공사   | 범서읍 대리로 41          | 구영리 | 2007년 5월  | 국민임대                            |
| 구영주공 2단지                | 진도종합건설㈜ | 대한주택공사   | 범서읍 점촌3길 23         | 구영리 | 2007년 11월 | 국민임대                            |
| 구영푸르지오 1차              | 대우건설       | ㈜흥동개발     | 범서읍 대리2길 48 (1단지) | 구영리 | 2006년 5월  |                                     |
| 구영푸르지오 1차              | 대우건설       | ㈜흥동개발     | 범서읍 대리2길 46 (2단지) | 구영리 | 2006년 5월  |                                     |
| 구영푸르지오 2차              | 대우건설       | ㈜한양         | 범서읍 구영로 101-7       | 구영리 | 2007년 12월 |                                     |
| 구영 호반베르디움             | 호반건설       | ㈜호반베르디움 | 범서읍 대리로 15-10       | 구영리 | 2007년 12월 |                                     |
| 구영 제일풍경채               | ㈜제일건설     | ㈜제일건설     | 범서읍 구영로 75-24       | 구영리 | 2007년 9월  |                                     |
| 구영 동문굿모닝힐             | ㈜동문건설     | ㈜동문건설     | 범서읍 구영로 75-23       | 구영리 | 2007년 10월 |                                     |
| 구영 우미린 1차               | 우미개발㈜     | 우미개발㈜     | 범서읍 구영로 75-7        | 구영리 | 2007년 10월 |                                     |
| 구영 우미린 2차               | 우미건설       | 우미건설       | 범서읍 대리로 15-15       | 구영리 | 2007년 10월 |                                     |
| 다운 2지구 우미린 더 시그니처 | 우미건설       | 우미개발㈜     |                           | 서사리 |             |                                     |